# Suniana
Suniana là một chi bướm ngày thuộc họ Bướm nâu.

## Các loài
- Suniana lascivia (Rosenstock, 1885)
- Suniana sunias (Felder, 1860)
- Suniana subfasciata (Rothschild, 1915)